# Schloss Guhlau
Das Schloss Guhlau (polnisch Zamek w Goli Dzierżoniowskiej) liegt 45 km südlich von Breslau im Dorf Gola Dzierżoniowska (deutsch: Guhlau) in der Stadt- und Landgemeinde Niemcza (Nimptsch), Powiat Dzierżoniowski der Woiwodschaft Niederschlesien in Polen.

## Geschichte
Die mittelalterliche Burg hatte zur Gründungszeit einen typischen Baustil in Form eines Quadrates mit einem Innenhof, der durch die steile Westseite, dem Wassergraben im Osten und seine doppelten Steinmauern als Verteidigungsanlage diente. Während der Hussitenkriege wurde die Burg zerstört.
Das Renaissance-Schloss wurde auf einem felsigen Hügel im Jahre 1580 von Leonard von Rohnau erbaut. Dies wird durch eine Inschrift über dem Haupteingang bestätigt: IN GOTTES NAMEN. DEN 23. FEBRVAR ANNO 15 IM ACHZIGSTEN IAR LEONARD VON ROHNAV DES BAUES ANFANG MACHT VND DIES IAR VNDERS DACH VORBARCHT: GOTT SEI DANK. In den Jahren 1600–1610 wurde das Schloss erweitert. Die Fassaden waren mit Sgraffito verziert. Zu Beginn des 17. Jahrhunderts wurde im östlichen Teil ein Turm hinzugefügt. Seit dieser Zeit ist die Form des Gebäudes nicht mehr verändert worden. In der Mitte des Hofes steht eine etwa 300 Jahre alte Linde. Weitere Umbauten erfolgten im frühen 18. Jahrhundert. Seit 1821 war Guhlau Prittwitzscher Familienbesitz. Diese Eigentümer nahmen im späten 19. und frühen 20. Jahrhundert weitere Restaurierungen am Schloss vor.
Am Ende des Zweiten Weltkrieges 1945 wurde das Schloss weitgehend zerstört. Seine letzten Besitzer, die Prittwitz und Gaffron, wurden gezwungen, ihr Eigentum an die polnischen Behörden zu übergeben.

## Rekonstruktion und künftige Nutzung
Im Jahre 2000 begannen umfangreiche Baumaßnahmen, um den ursprünglichen Zustand des Gebäudes wiederherzustellen. Diese Arbeiten wurden in den Jahren 2007–2008 vom Ministerium für Kultur und nationales Erbe unterstützt („Cultural Heritage“-Programmstufe 1).
Im Jahr 2013 wurde im Schloss ein Hotel eröffnet.

## Park
Der Schlosspark auf einer Fläche von 13 Hektar enthält mehr als 1600 Bäume (36 Arten aus aller Welt). Der Park ist mit einem komplexen Wassersystem ausgestattet. Nach dem ursprünglichen Plan bewässerte der Fluss nacheinander sieben Teiche im Park. Im Laufe der Jahre wurden die meisten Teiche verschlammt und überwuchert.
Durch den Schlosspark führen alte Buchenalleen. Eine Bestandsaufnahme aus dem Jahre 2001 ergab eine Liste von 1619 Bäumen in 36 verschiedenen Arten.

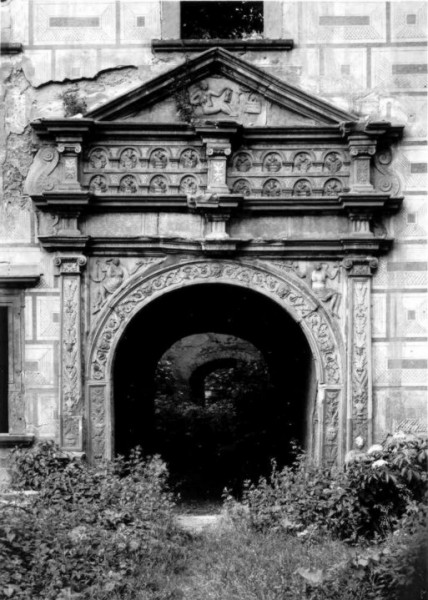
Renaissance-Portal
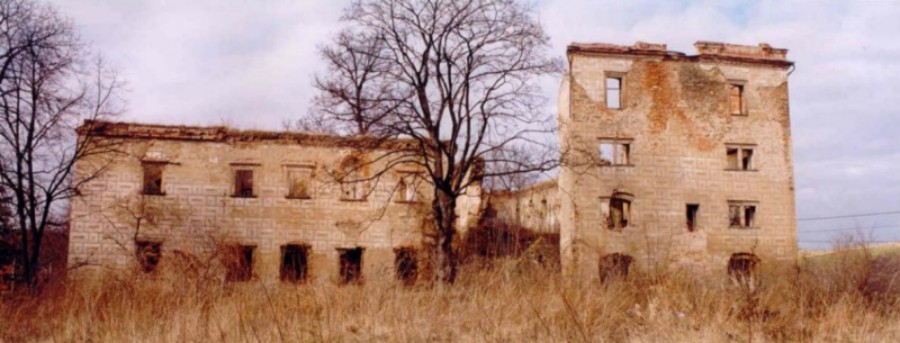
Schlossruine vor der Rekonstruktion (um 2000)
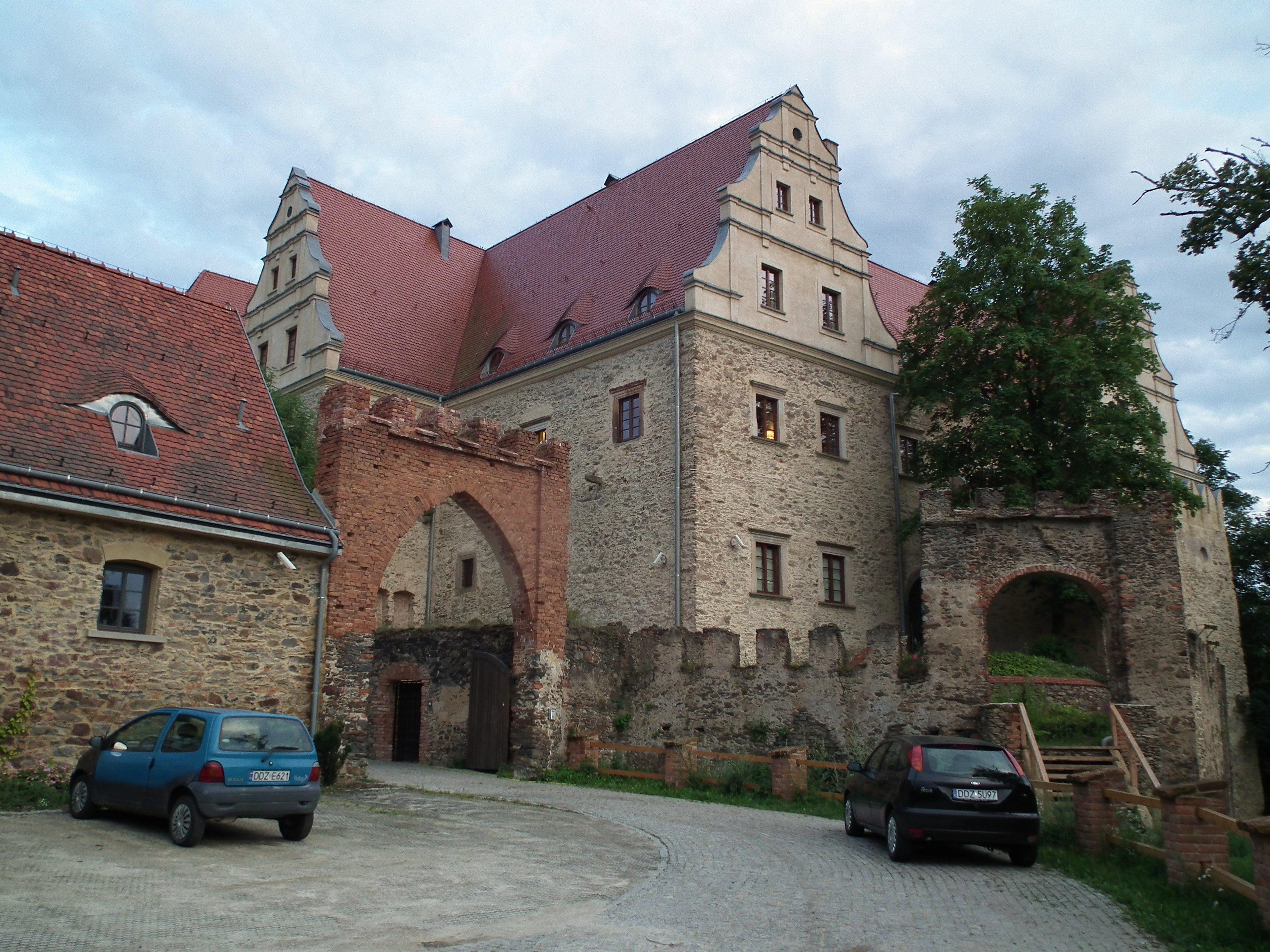
Zustand 2017 – nach Rekonstruktion